# Tracy McGrady
Tracy Lamar McGrady Jr. (Bartow, 24 mei 1979), bijgenaamd T-Mac, is een Amerikaans basketbalspeler.
Op zijn high-school in Auburndale beoefende hij 2 sporten: baseball en basketbal. Veel mensen waren ervan overtuigd dat hij eerder in de Major League zou gaan baseballen in plaats van een superster te worden in de NBA. Vanwege zijn opvallende stats (23.1 ppg/12.2 rpg) werd McGrady echter uitgenodigd om deel te nemen aan een kamp, georganiseerd door adidas. Hier zou hij zijn doorbraak kennen op het moment dat hij een windmill-dunk maakte op James Felton.
In zijn laatste jaar werd hij overgeplaatst naar de Mount Zion Christian Academy. In dat jaar zou hij ook geselecteerd worden voor de NBA Draft van 1997. Hij werd uiteindelijk als negende geselecteerd door de Toronto Raptors waar hij zou samen spelen met zijn neef Vince Carter.
In zijn eerste twee seizoenen wist hij niet te overtuigen. Pas in 2000 komen er vorderingen in zijn spel en neemt hij, samen met zijn neef Vince Carter deel aan de NBA Slam Dunk Contest die deel uitmaakt van het NBA All Star Weekend. Deze werd vervolgens gewonnen door Carter. Dat seizoen bereikt McGrady een gemiddelde van 15.4 punten per wedstrijd.
McGrady werd in het seizoen van 2000-2001 geruild naar Orlando Magic voor een first round draft pick en een onbepaalde hoeveelheid geld. Bij de Orlando Magic beleeft McGrady zijn beste seizoenen, in het seizoen 2002-2003 was hij zelfs de beste schutter van de competitie met 32.2 punten per wedstrijd.
Na 4 seizoenen met Orlando te hebben doorgebracht stond het voor hem vast dat hij weg wilde uit Orlando. In het tussenseizoen van 2003-2004 werd hij samen met Juwan Howard, Tyronn Lue en Reece Gaines geruild voor Steve Francis, Cuttino Mobley en Kelvin Cato en kwam hij uit voor de Houston Rockets.
Daar speelde hij verschillende seizoenen aan de zijde van o.a. Yao Ming. In het seizoen 2004-2005 wisten ze zich te plaatsen voor de NBA Playoffs maar werden ze in de eerste ronde uitgeschakeld door de Dallas Mavericks.
In de zomer van 2010 werd McGrady, die door kwetsuren op een zijspoor terecht was gekomen, overgekocht door de Detroit Pistons. Tijdens het seizoen '10-'11 liet hij een paar zeer opmerkelijke prestaties noteren die aan zijn gloriejaren deden terugdenken.
In december 2011 ondertekende McGrady een contract van één jaar bij de Atlanta Hawks. In het seizoen 2012-2013 speelde McGrady bij de San Antonio Spurs, waar hij voornamelijk bankzitter was. Met de Spurs bereikte McGrady wel de NBA Finales. Op 26 augustus 2013 bleek het jaar met de Spurs zijn laatste seizoen te zijn geweest in de NBA, toen McGrady bekendmaakte niet meer in de NBA te zullen basketballen. Wel hield hij opties buiten de Verenigde Staten open.

## Overige informatie
- McGrady heeft een levenslang akkoord met adidas, dat zijn merk T-Mac beheert.
- Hij luistert graag naar de rapper/hiphopper Jay-Z
- Hij is gekozen als speler op de cover van NBA Live 07
- McGrady was een van de spelers die meedeed aan de wedstrijd ten voordele van de slachtoffers van de orkaan Katrina.